# Poise
O poise (símbolo P; IPA: /pwɑːz/) é a unidade de viscosidade dinâmica no sistema CGS de unidades. Seu nome é uma homenagem a Jean Léonard Marie Poiseuille.
1 P = 1 g·cm−1·s−1
A unidade análoga no Sistema Internacional de Unidades é o pascal segundo (Pa·s):
1 Pa·s = 1 kg·m−1·s−1 = 10 P
O poise é frequentemente utilizado com o prefixo centi; um centipoise (cP) é um milipascal segundo (mPa·s) em unidades SI.
A água tem uma viscosidade de 0,891 centipoise a 25 °C.
Muitas substâncias químicas têm sua viscosidade medida em poises ou centipoises.